# USS George Washington (CVN-73)
El USS George Washington (CVN-73) es un portaaviones estadounidense de propulsión nuclear, el sexto barco de la clase Nimitz y el cuarto buque de la Armada de los Estados Unidos en recibir el nombre del primer presidente de los Estados Unidos, George Washington. Fue construido por Newport News Shipbuilding y fue asignado el 4 de julio de 1992.
En mayo de 2008, tras zarpar del puerto de Norfolk, en Virginia, a su nuevo destino en Japón, sufrió un grave incendio en el océano Pacífico frente a la costa de América del Sur, que causó 70 millones de dólares en daños y perjuicios resultantes de la exención de comando tanto de su capitán y del oficial ejecutivo. El George Washington fue sometido a reparaciones en San Diego, California poco después del incendio y, finalmente, llegó a Yokosuka el 24 de septiembre de 2008, entre una mezcla de vítores y protestas de la población local.
Actualmente la Marina ha decidido conseguir el presupuesto necesario para mantener al George Washington en servicio.

## Historial de servicio

### Travesía e incendio

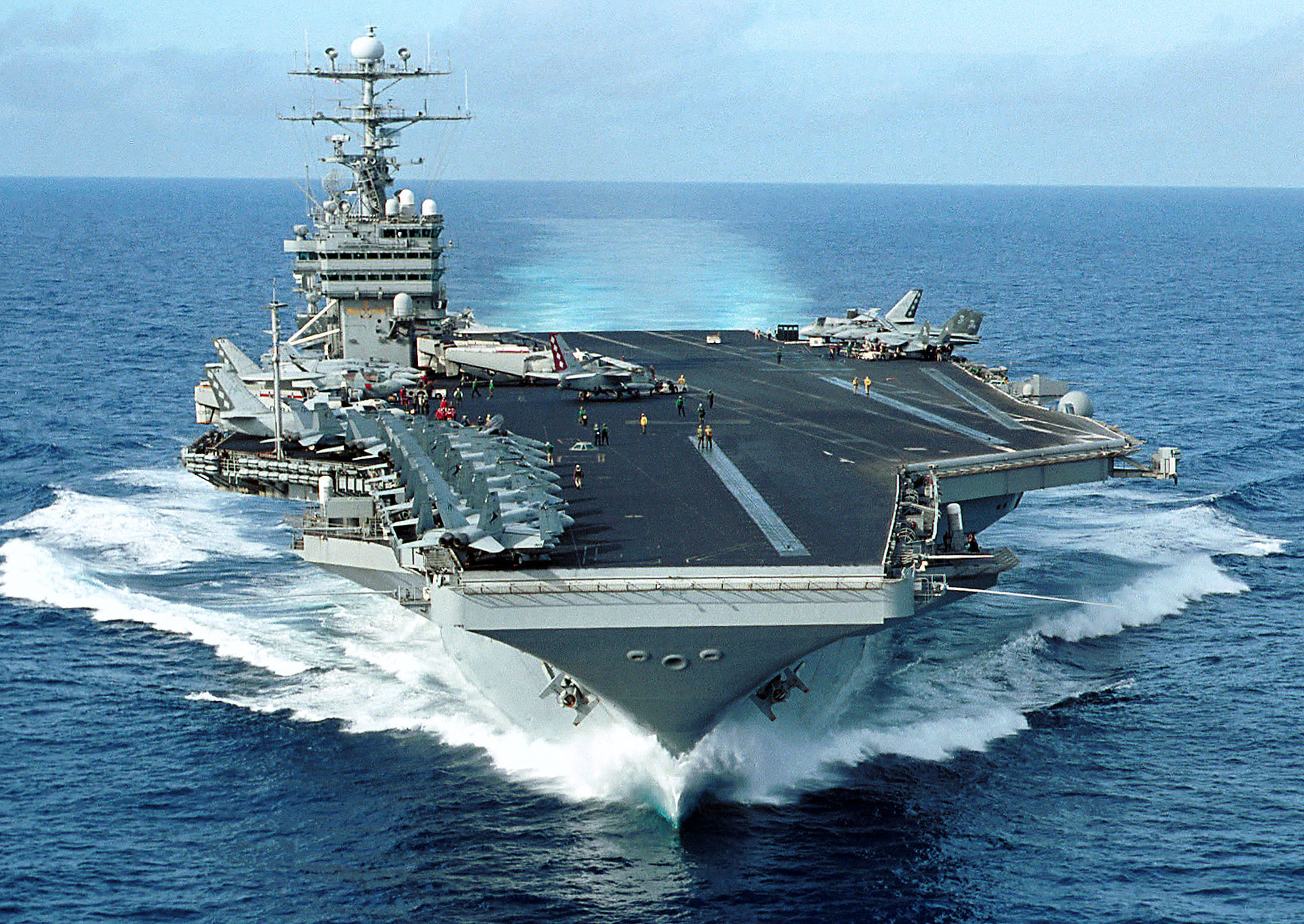
USS George Washington navegando en el año 2002.

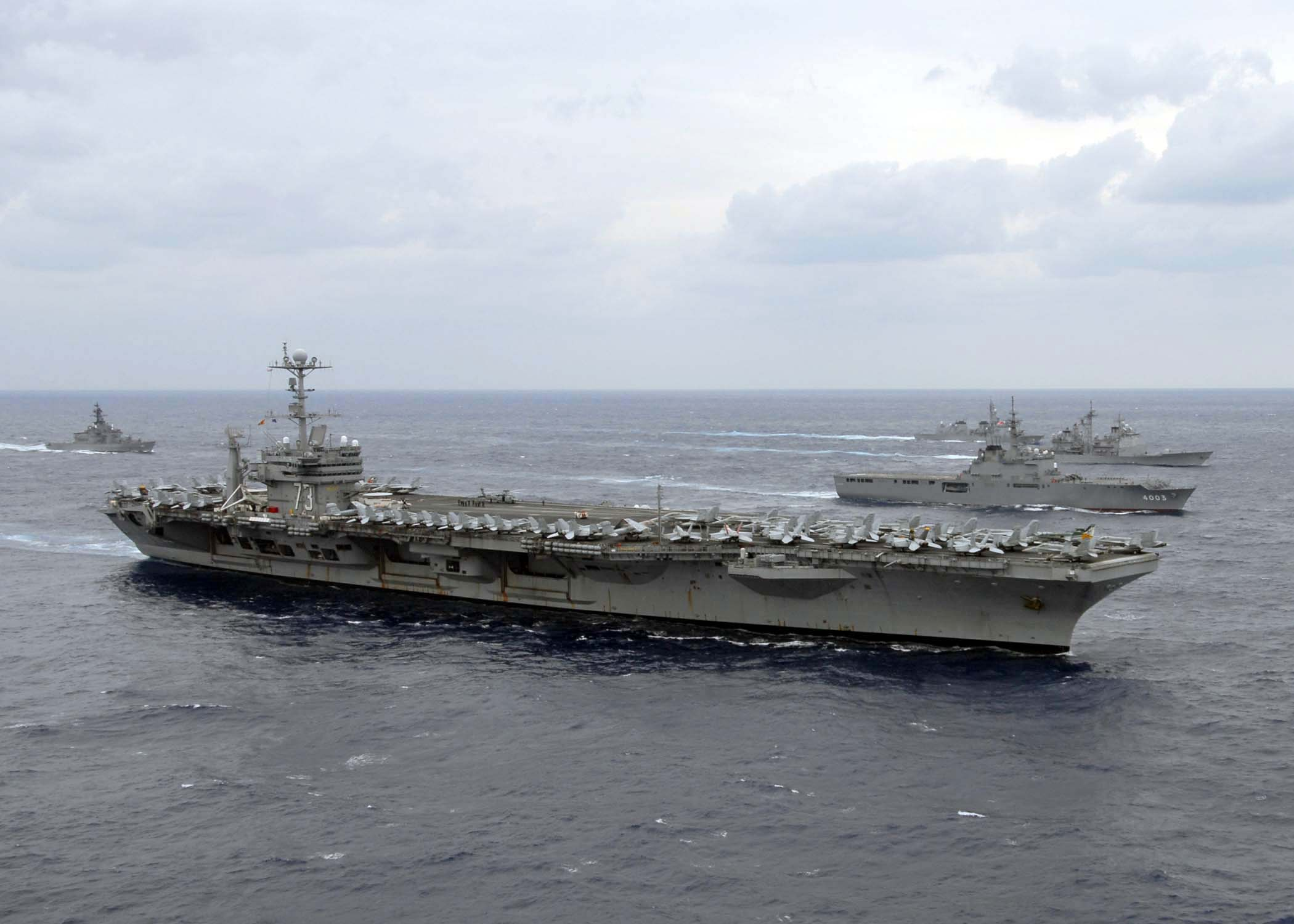
USS George Washington durante un ejercicio con los buques de la Fuerza Marítima de Autodefensa de Japón, año 2008.

Durante la travesía de América del Sur, el Washington Battle Group participó en ejercicios de la United States Southern Command con la Partnership of the Americas y UNITAS, un ejercicio militar conjunto de las Armadas de EE. UU., Brasil y Argentina. El 22 de abril de 2008, el USS George Washington llegó a Río de Janeiro, Brasil, para su primera visita a un puerto de ese país, previa participación en el ejercicio Gringo-Gaucho donde el barco atravesó el estrecho de Magallanes entre el 9 y 10 de mayo.
El 22 de mayo de 2008, mientras el buque estaba frente a la costa del Pacífico de América del Sur, se produjo un incendio que hirió a 37 marineros pero no hubo víctimas mortales. La Marina definió el incidente como «grave». Según un comunicado de la Oficina de Relaciones Públicas de las Naval Air Forces, el fuego se originó en el sistema de aire acondicionado y refrigeración, y en una sala de calderas auxiliares de la nave. El fuego se extendió a través del cableado y conductos de ventilación y causó temperaturas extremas en algunas partes de la nave. Transcurrieron varias horas hasta que la tripulación del buque pudo contener y extinguir el fuego.
El 27 de mayo, el George Washington se detuvo en la Base Aeronaval de North Island en San Diego, California, para las reparaciones. El 20 de junio, la Marina anunció que los daños causados por el fuego eran más graves de lo que se pensaba anteriormente y que las reparaciones durarían, como mínimo,  hasta agosto y costarían unos 70 millones de dólares.
El 13 de julio, 13 000 japoneses protestaron en Yokosuka contra la presencia del George Washington en Japón y argumentaron que el fuego a bordo suponía que la cercanía de una nave propulsada por energía nuclear no era segura. La Marina de EE. UU. dijo que el almirante James Kelly, comandante de las Fuerzas Navales, se reuniría con el alcalde de Yokosuka, Ryoichi Kabaya, para explicar el incendio y las medidas preventivas que tomaría Estados Unidos al respecto.

## Oficiales de mando
- Capitán Robert Michael Nutwell, USN - 19 de marzo de 1990 hasta el 23 de enero de 1993.
- Capitán Robert Gary Sprigg, USN - 23 de enero de 1993-20 de abril de 1995.[9]
- Capitán Malcolm P. Branch, USN - 20 de abril de 1995-7 de mayo de 1997.
- Capitán Lindell Gene (Bo) Rutherford, USN - 7 de mayo de 1997-16 de noviembre de 1999.
- Capitán William John McCarthy, USN - 16 de noviembre de 1999-8 de abril de 2002.
- Capitán Martin J. Erdossy III, USN - 8 de abril de 2002-30 de septiembre de 2004.
- Capitán Garry Ronald Blanco, USN - 30 de septiembre de 2004-4 de diciembre de 2006.
- Capitán David Craig Dykhoff, USN - 14 de diciembre de 2006 hasta el 30 de julio de 2008.[10]
- Capitán John R. Haley, USN - 30 de julio de 2008-10 de abril de 2009.
- Capitán David Alan Lausman, USN - 10 de abril de 2009 - hasta la actualidad.[11]

### Buques de la clase
• USS Nimitz (CVN-68)
• USS Dwight D. Eisenhower (CVN-69)
• USS Carl Vinson (CVN-70)
• USS Theodore Roosevelt (CVN-71)
• USS Abraham Lincoln (CVN-72)
• USS John C. Stennis (CVN-74)
• USS Harry S. Truman (CVN-75)
• USS Ronald Reagan (CVN-76)
• USS George H. W. Bush (CVN-77)

### Listas relacionadas
- Anexo:Portaaviones por país
- Anexo:Portaaviones de Estados Unidos
- Anexo:Buques actuales de la Armada de los Estados Unidos

## Galería

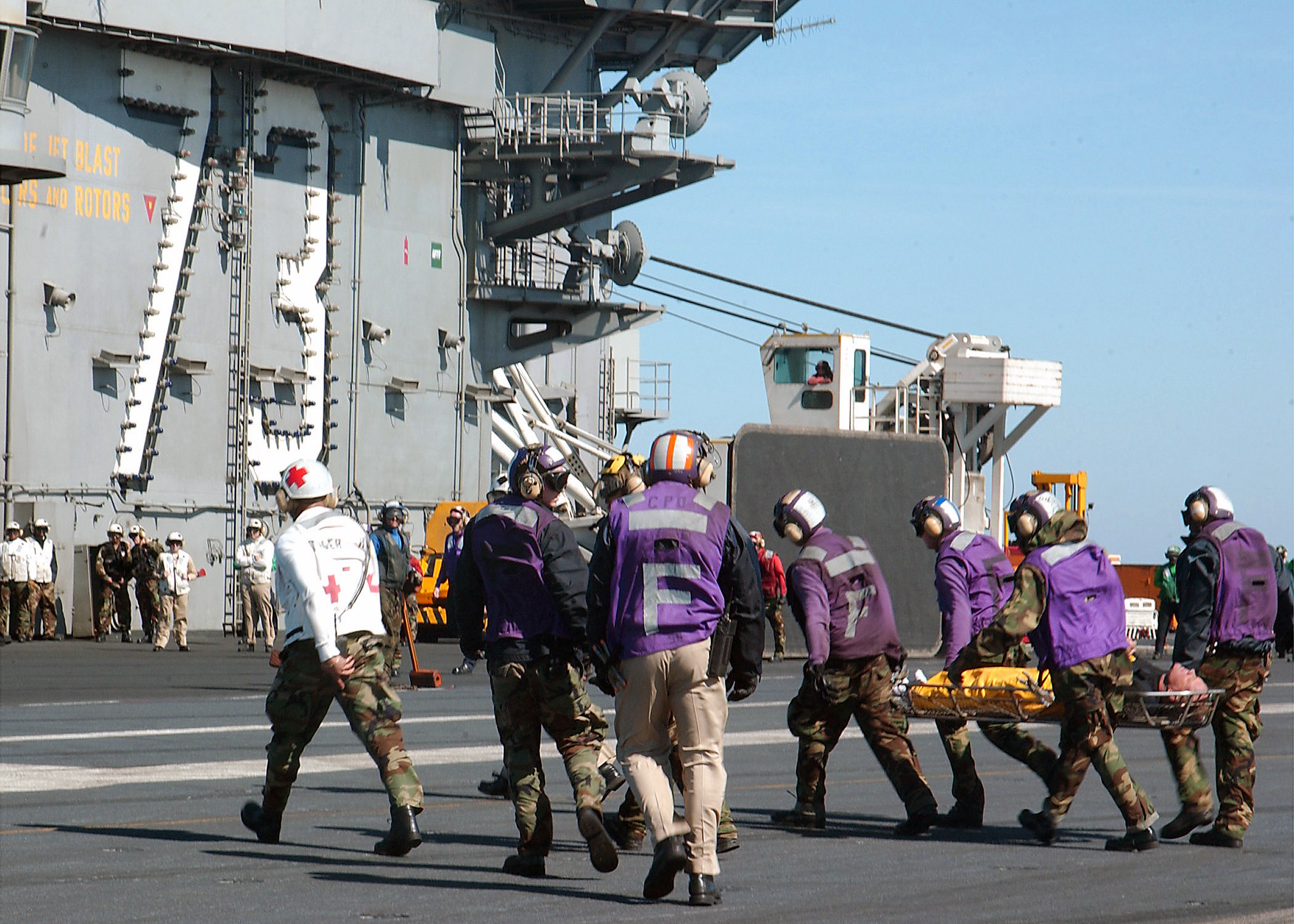
Personal médico del buque rescata a marineros de un pesquero.
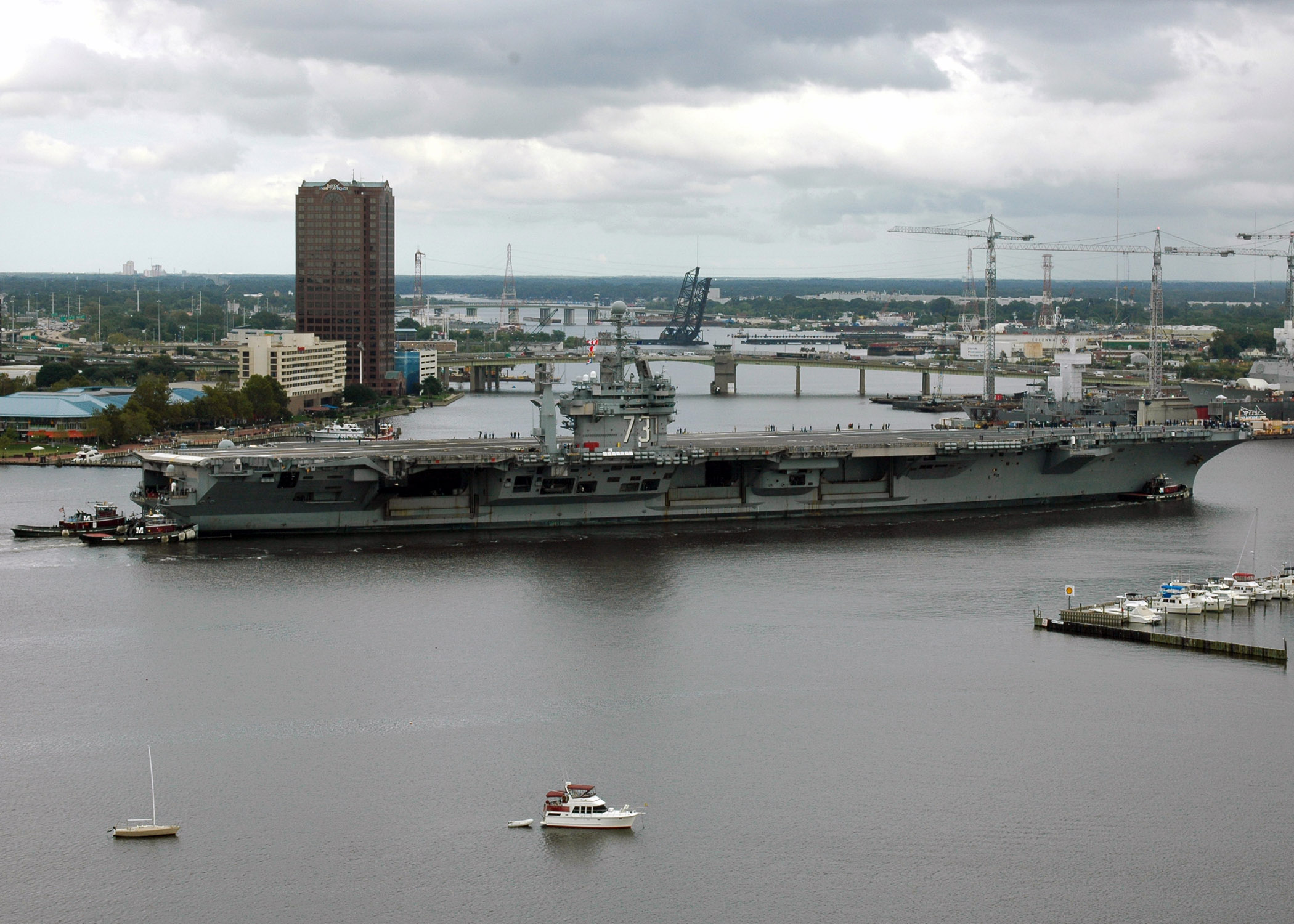
En Portsmouth.
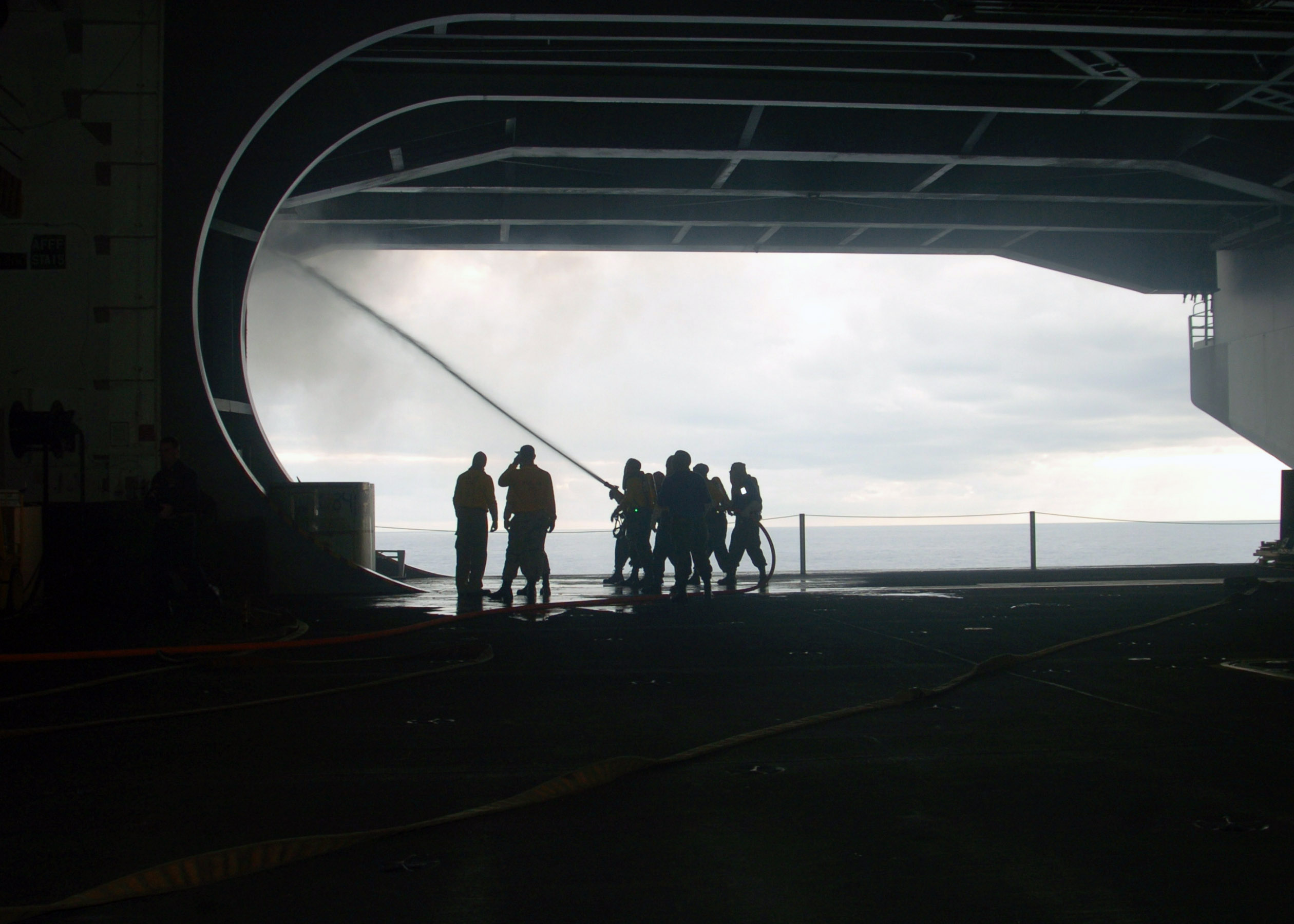
Extinción de incendios en el Hangar Bay 3
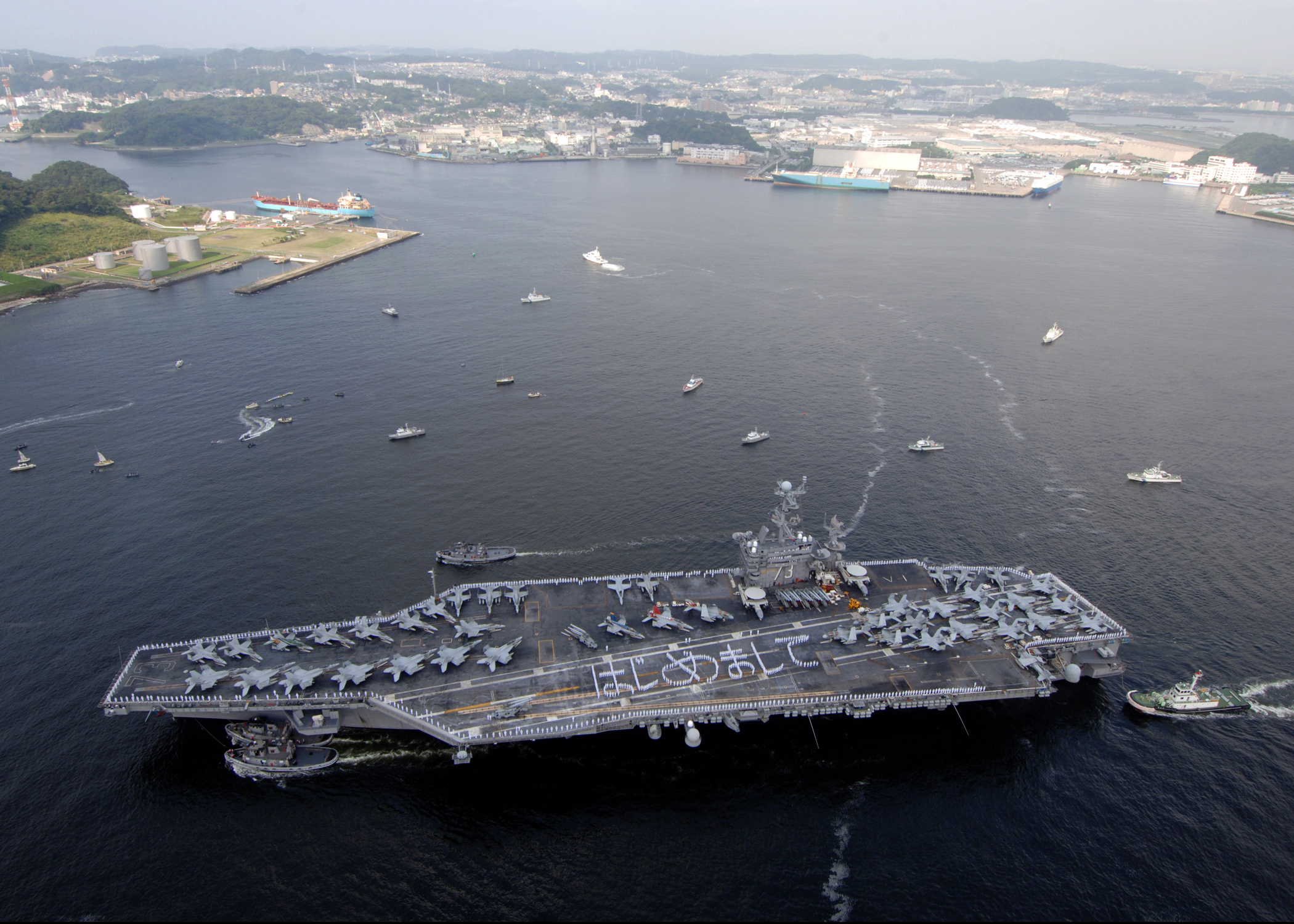
Los marineros forman la frase: «encantados de veros» en japonés, a medida que llegan en Yokosuka
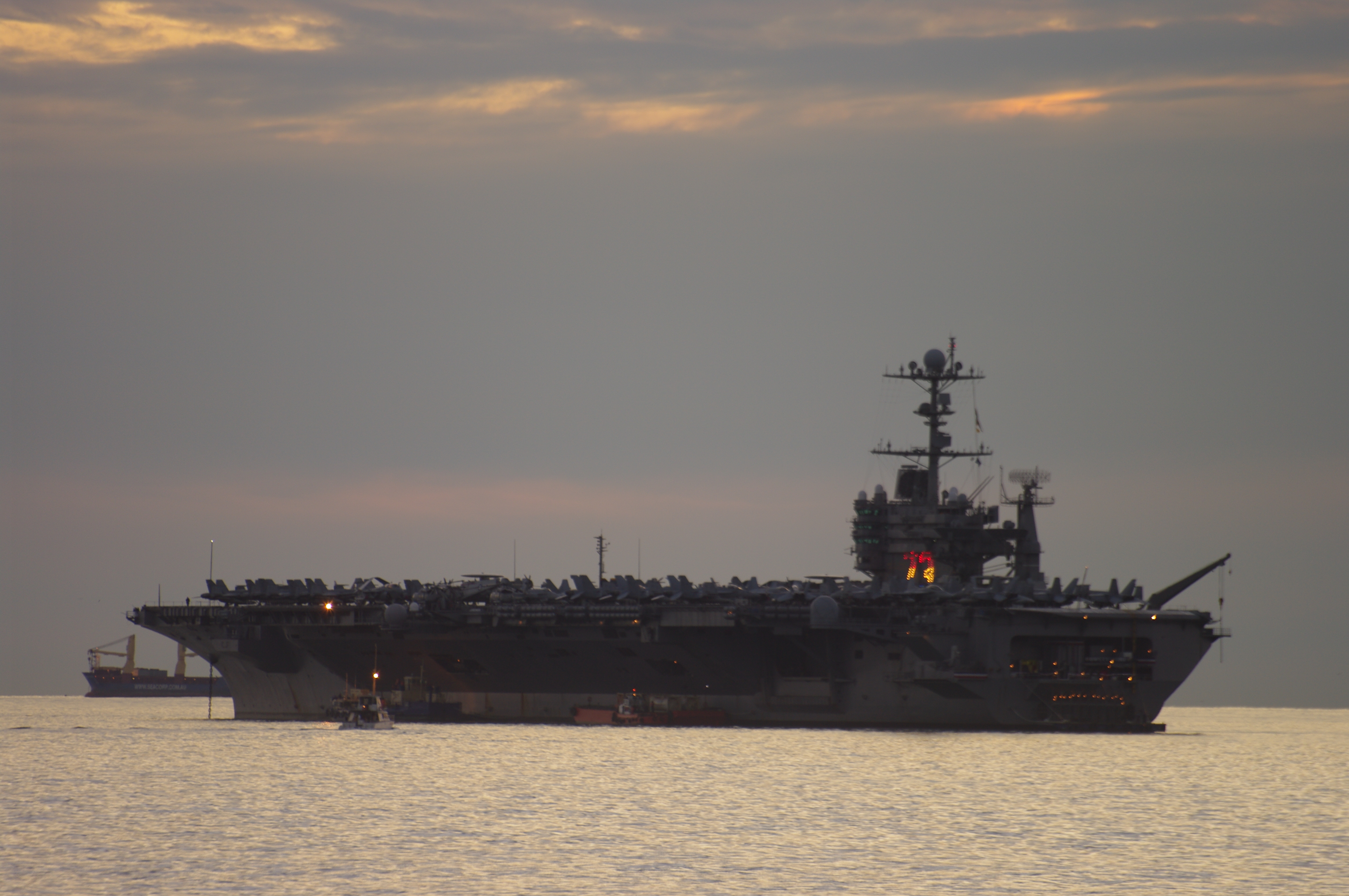